# Феминистская философия
Фемини́стская филосо́фия — философский подход, учитывающий феминистскую теорию, а также применяющий философские методы при рассмотрении вопросов и проблем феминизма. Феминистская философия занимается переосмыслением философских текстов и методов с целью развития феминистского движения, а также критикой или переоценкой традиционных философских концепций.
Феминистская философия включает в себя следующие предметные области:
- Феминистская эпистемология, трактующая структуру и функции научного знания. Феминистская эпистемология бросает вызов традиционным философским понятиям «знания» и «рациональности» как объективным, универсальным и ценностно-нейтральным категориям.
- Феминистская этика[англ.], исследующая нравственность и мораль. Согласно феминистской этике, упор на объективность, рациональность и универсальность в традиционной философии не учитывает этические реалии женщин[3]. Среди альтернативных этических теорий предлагаются этика заботы, феминистская биоэтика[4] и др.
- Феминистская феноменология, исследующая то, как когнитивные способности, мышление, интерпретации, запоминание, знание и нормативность объединяются в рамках социальных порядков, формируя реальность человека.
- Феминистская эстетика, которая изучает такие вопросы эстетической мысли, как субъект творца, женское искусство, каноны нормативной эстетики и т. п.[5].
- Феминистская метафизика[англ.], в которой основное внимание уделяется изучению онтологии гендера, пола и природы социальных конструктов.
- Феминистская философия науки[англ.], уходящая корнями в междисциплинарный академический феминизм, ставит под сомнение то, что получение научных знаний, а также методология, используемая при их получении, не лишена предвзятости. Согласно данному феминистскому подходу, наука не свободна от оценочных суждений[6].